# Кёк-Сай (Таласская область)
Кёк-Сай (кирг. Көк-Сай) — село в Айтматовском районе Таласской области Кыргызстана. Административный центр Кёк-Сайского аильного округа. Код СОАТЕ — 41707 215 821 01 0.

## Население
По данным переписи 2022 года, в селе проживало 5174 человек.